# 訃報 1999年9月
訃報 1999年9月（ふほう 1999ねん9がつ）では、1999年（平成11年）9月中に物故した、又は物故が報じられた人物についてまとめる。

## （1日 - 15日）

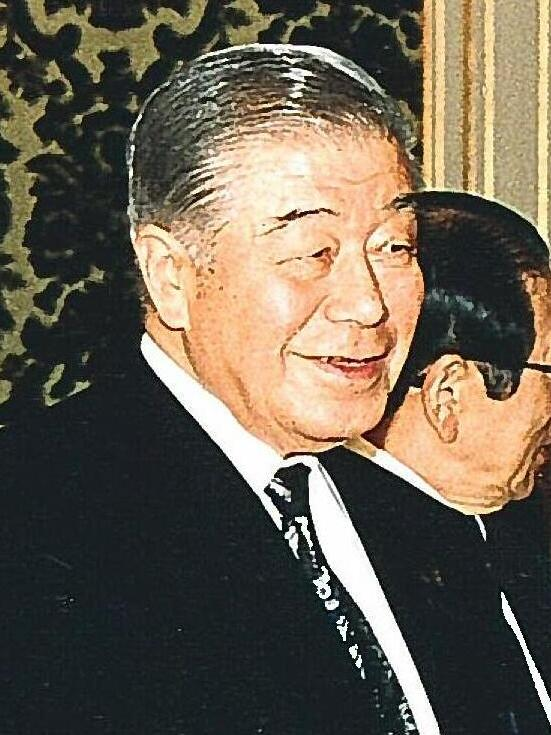
原文兵衛／9月7日没

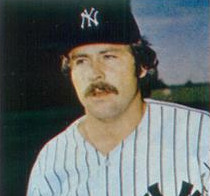
キャットフィッシュ・ハンター（左）／9月9日没

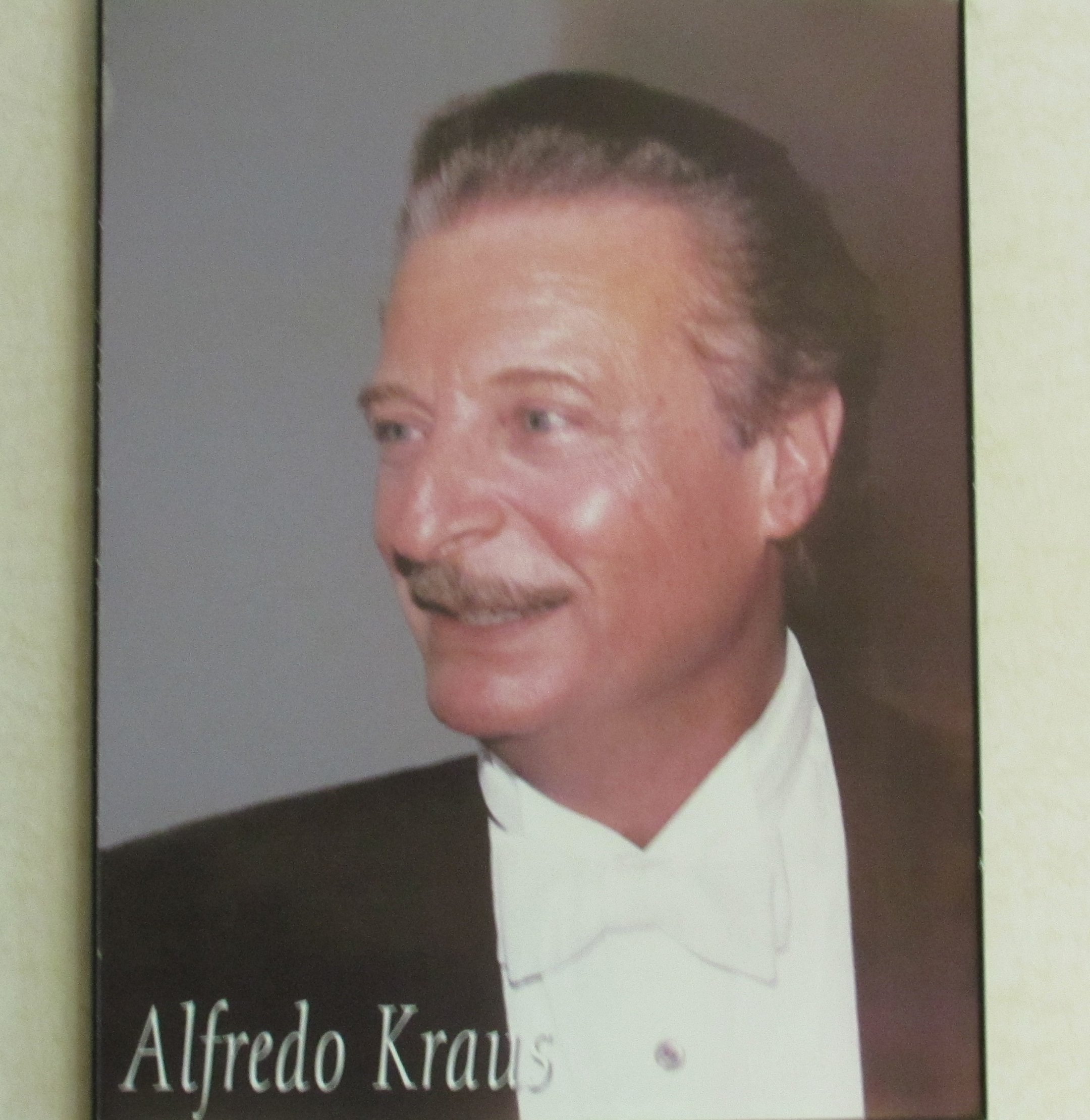
アルフレード・クラウス／9月10日没

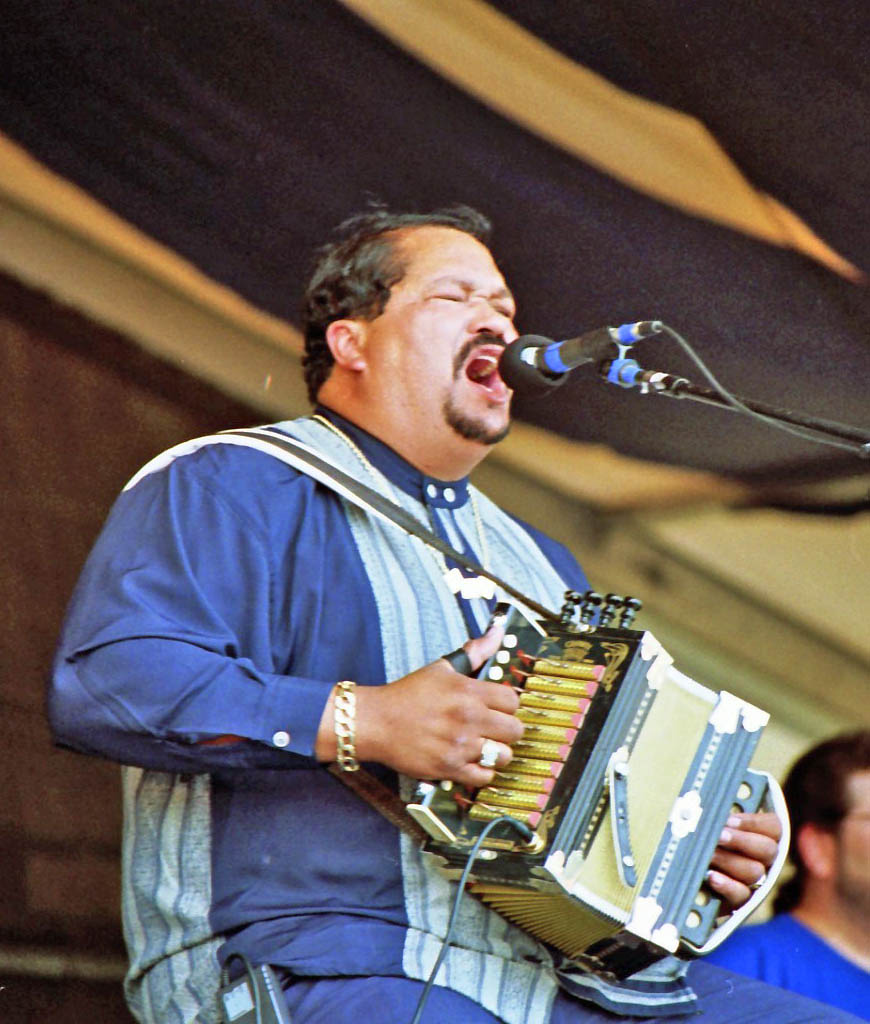
ボー・ジョック／9月10日没

- 9月7日 - 原文兵衛、第20代参議院議長（* 1913年）
- 9月8日 - 村沢牧、政治家（* 1924年）
- 9月9日 - キャットフィッシュ・ハンター、元メジャーリーガー（* 1946年）
- 9月9日 - 広瀬宰、元プロ野球選手（* 1947年）
- 9月10日 - アルフレード・クラウス、テノール歌手（* 1927年）
- 9月10日 - ボー・ジョック、アコーディオン奏者・歌手（* 1953年）
- 9月11日 - ゴンサロ・ロドリゲス、レーシングドライバー（* 1972年）
- 9月11日 - 田中瑤子、ピアニスト（* 1932年）
- 9月15日 - 新井恒易、民俗学者・教育評論家（* 1912年）

## （16日 - 30日）

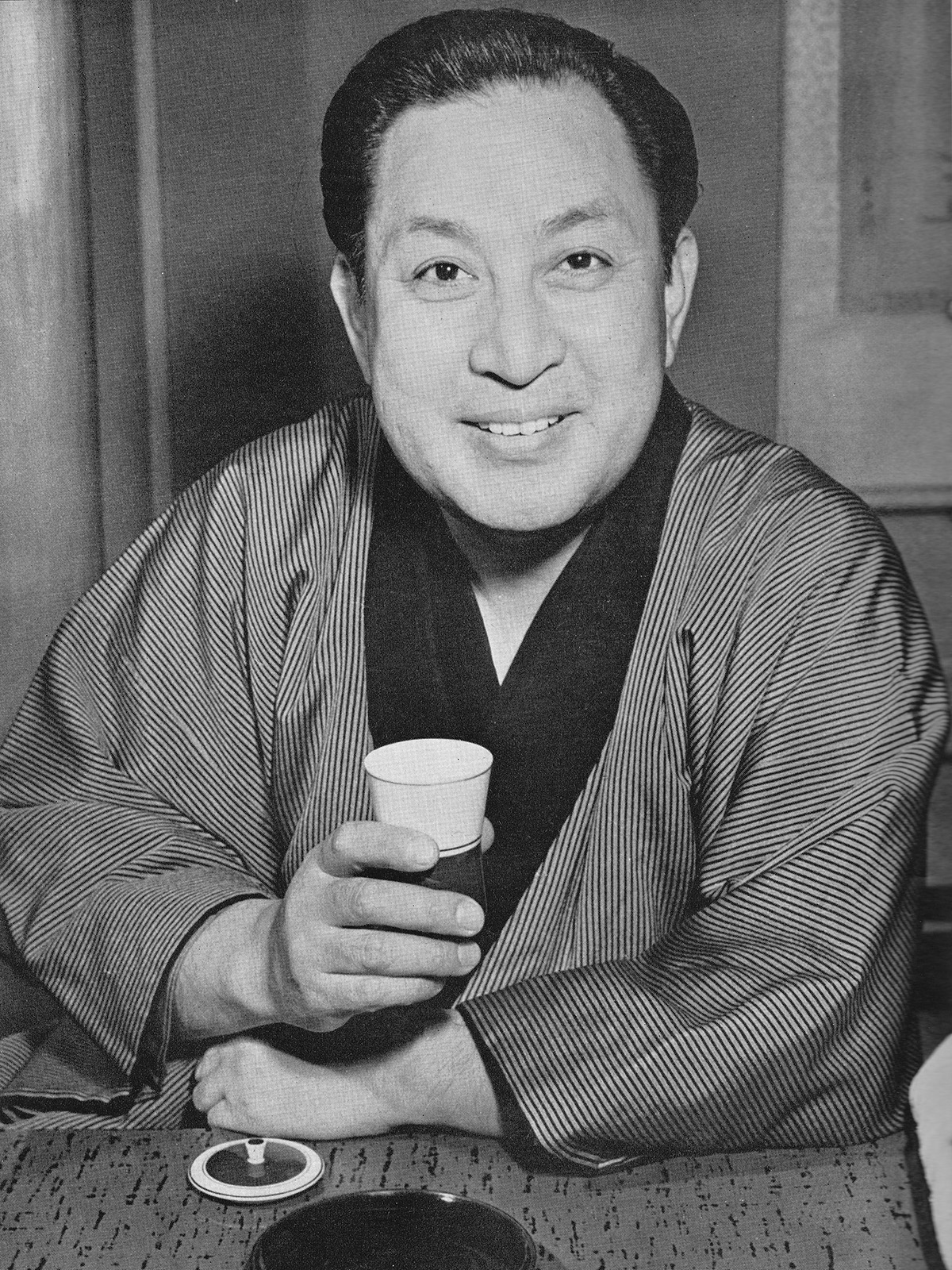
市川右太衛門／9月16日没

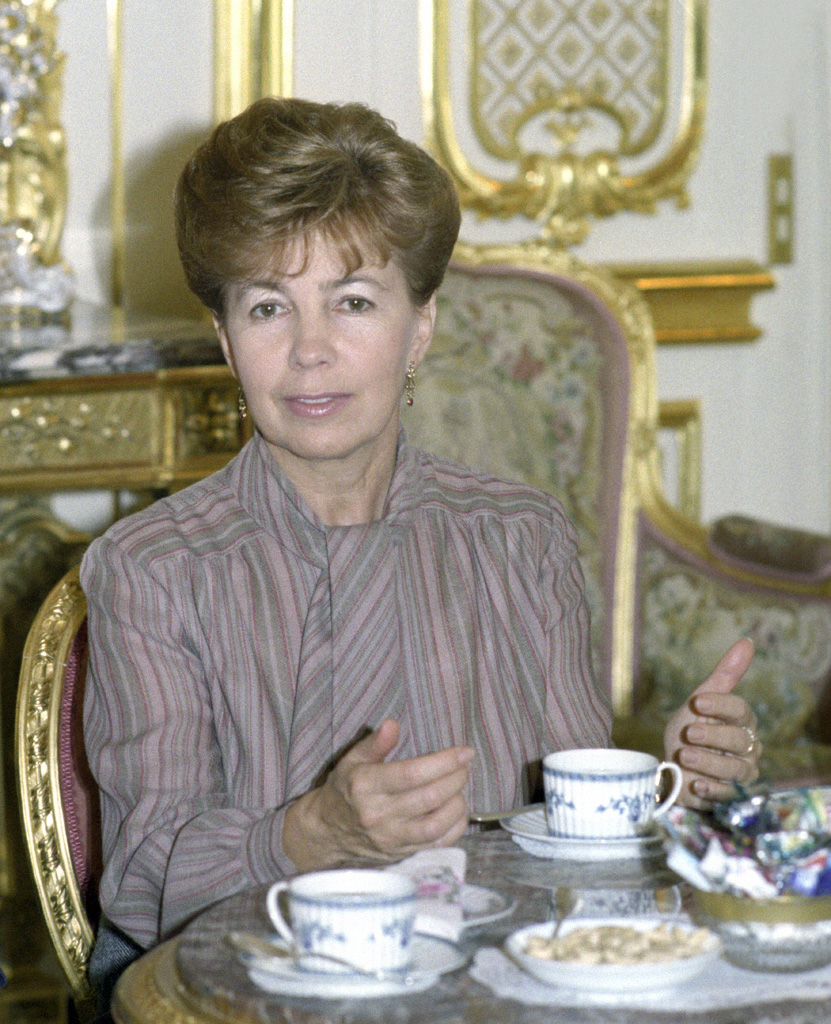
ライサ・ゴルバチョワ／9月20日没

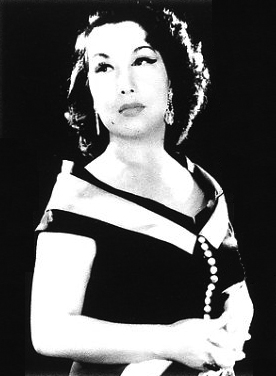
淡谷のり子／9月22日没

- 9月16日 - 市川右太衛門、俳優（* 1907年）
- 9月16日 - 山本兵吾、プロ野球選手（* 1938年）
- 9月18日 - 岸本重陳、経済学者（* 1937年）
- 9月20日 - ライサ・ゴルバチョワ、ミハイル・ゴルバチョフの夫人（* 1932年）
- 9月20日 - 遠藤晴、声優（* 1933年）
- 9月21日 - 尾崎秀樹、文芸評論家（* 1928年）
- 9月22日 - 淡谷のり子、歌手（* 1907年）
- 9月22日 - 久高友雄、サッカー選手（* 1963年）
- 9月27日 - 松宮一彦、アナウンサー（* 1953年）
- 9月28日 - 山本明、社会学者（* 1932年）